# Химически индикатори
Химическите индикатори, наричани още киселинно-основни индикатори или pH индикатори, са обикновено органични съединения, които променят цвета си в зависимост от pH. Такива съединения са фенолфталеин, лакмус, универсален индикатор и др.
Протолизното равновесие на един киселинно-основен процес се представя по следния начин:
{\displaystyle {\ce {H2O + HInd -> Ind^- + H3O^+}}}, където Ind- е спрегната основа на киселината HInd (индикаторът). Този процес е качествена реакция, тъй като спрегнатата киселина и основата имат различен цвят. Причината за промяната на цвета на разтвора с промяната на pH стойността е промяната в концентрацията на Ind- и HInd – в алкална среда преобладава депротонираната Ind-, а в кисела – HInd.

## Интервал на превръщане на индикаторите
Уравнението {\displaystyle pH=pK_{HInd}\pm 1} е известно като интервал на превръщане на индикаторите и представлява pH областта, в която киселинно-основният индикатор променя напълно своя цвят. Изведеният интервал на превръщане на индикаторите изисква допълнително уточняване, тъй като спектралната чувствителност на човешкото око не е еднакво в целия видим спектър. Този интервал е силно условен, като често практиката показва, че това превръщане не е симетричен около pKHInd–стойността на индикатора. Затова интервалът на превръщане на индикаторите се определя експериментално и най-често се представя таблично или графично.
| Име на индикатора      | Интервал на превръщане, pH | pKH Ind | промяна на цвета   |
| ---------------------- | -------------------------- | ------- | ------------------ |
| кристалвиолет          | 1 – 2,6                    | –       | зелено → виолетово |
| тимолово синьо, I пр.  | 1,1 – 2,7                  | 1,6     | червено → жълто    |
| тропелин ОО            | 1,2 – 3                    | 1,9     | червено → оранжево |
| метилово жълто         | 3,1 – 4,3                  | 3,4     | червено → жълто    |
| метилоранж             | 3,2 – 4,4                  | 3,5     | червено → жълто    |
| бромфенилово синьо     | 3,15 – 4,5                 | 4,2     | жълто → синьо      |
| бромкрезолово зелено   | 3,9 – 5,3                  | 4,9     | жълто → синьо      |
| хлорфенолово червено   | 4,3 – 6,3                  | 6,1     | жълто → червено    |
| бромтимолово синьо     | 4,8 – 6,4                  | 5,2     | жълто → синьо      |
| фенолово червено       | 6 – 8,6                    | 7,4     | жълто → червено    |
| крезолово пурпурно     | 6,3 – 9                    | 7,8     | жълто → пурпурно   |
| тимолово синьо, II пр. | 5,9 – 9,8                  | 8,3     | жълто → синьо      |
| фенолфталеин           | 7,4 – 10,6                 | 9,2     | безцветен → червен |
| тимолфталеин           | 9,2 – 10,8                 | 10,1    | безцветен → син    |

Индикаторите от таблицата се наричат двуцветни, защото киселата и основната форма имат различен цвят. в аналитичната практика намират приложение и някои индикатори, на които едната форма е безцветна – едноцветни индикатори. При двуцветните индикатори интервалът на превръщането не се влияе от собствената концентрация на индикаторите, тъй като едната форма екранира собствения си цвят. При едноцветните индикатори появата на цвят зависи от влизането в pH областта на интервала на превръщане и концентрацията на индикатора.
В някои случаи интервалът на превръщане на индикаторите може да бъде стеснен чрез използването на смесени индикатори. Те представляват индиферентно багрило (интервалът му на превръщане лежи но pH скалата далеч от този на смесваният индикатор) и киселинно-основен индикатор. Цветът на индиферентното багрило трябва да има допълнителен цвят на една от киселинно-основните форми на индикатора.
За ориентировъчно намиране на pH стойността на разтворите често се използва pH индикаторна хартия, представляваща хартия, напоена с киселинно-основни индикатори.

## Механизъм на действие
Киселинно-основните индикатори са органични багрила, главно от четири групи – фталеинови, сулфонфталеинови, трифенилметанови и азобагрила. Азобагрилата са отровни и не се използват.

### Фталеинова група
Фенолфталеинът е индикатор от фталеиновата група багрила и намира широко приложение в аналитичната практика. Представлява бяло кристално вещество с лактонна структура. Малко разтворим е във вода, но при разтварянето си реагира химически с нея.

### Сулфонфталеинова група
Феноловото червено е индикатор от сулфонфталеинов тип. Представлява двуосновна киселина, която във водна среда е електронеутрална, тъй като се образува цвитерйон.

### Трифенилметанова група
Кристалвиолетът е киселинно-основен индикатор от трифенилметанов тип, който в кисела среда представлява спрегната киселина.

### Азобагрила
Метилоранжът е индикатор от групата на диазобагрилата. Той е едноосновна киселина и в кисела среда е електронеутрален поради образуването на цвитерйон.